# Atractus paucidens
Atractus paucidens är en ormart som beskrevs av Despax 1910. Atractus paucidens ingår i släktet Atractus och familjen snokar. Inga underarter finns listade.
Arten förekommer i nordvästra Ecuador. Den lever i regioner som ligger 200 till 1300 meter över havet. Atractus paucidens vistas främst i ursprungliga fuktiga städsegröna skogar. Den kan i viss mån anpassa sig till måttligt skogsbruk. Honor lägger ägg.
Skogarnas omvandling till odlingsmark hotar beståndet. Vid ett ställe byggs dessutom ett vattenmagasin vad som minskar utbredningsområdet. IUCN listar arten på grund av det begränsade utbredningsområde som sårbar (VU).